# Erichmühle

Reichsstädtisches Landgebiet von Nürnberg 1505–1806

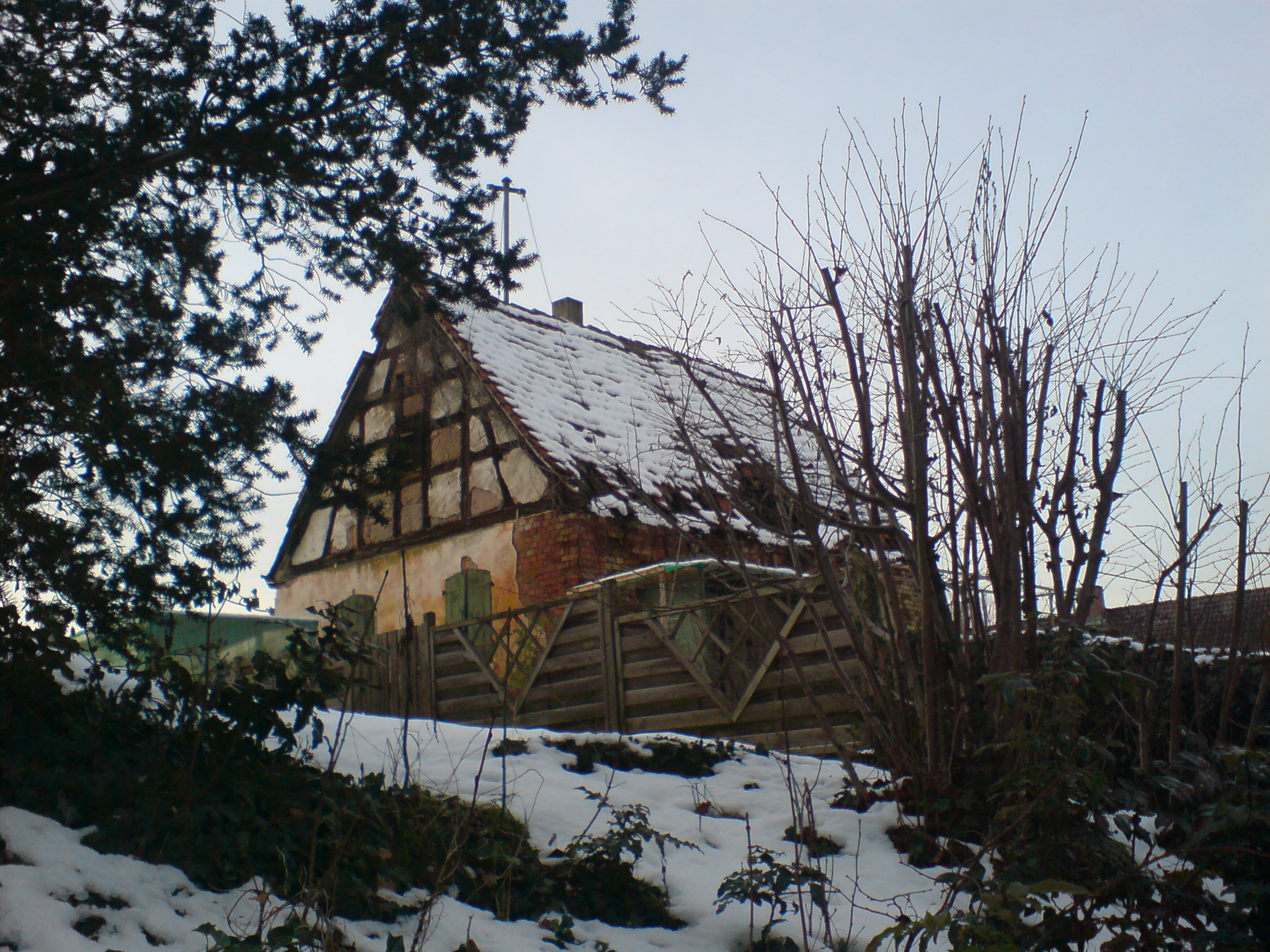
Ehemaliges Gesindehaus der Erichmühle von 1897, Dach eingestürzt

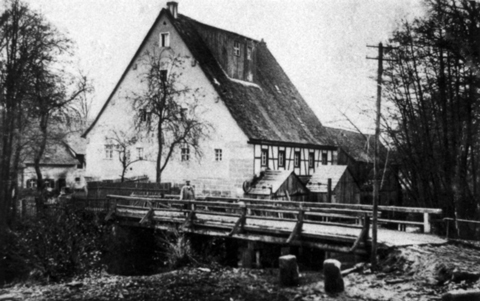
Erichmühle vor 1930

Erichmühle (fränkisch: Ärichmil) ist ein Gemeindeteil des Marktes Wendelstein im Landkreis Roth (Mittelfranken, Bayern). Erichmühle liegt in der Gemarkung Großschwarzenlohe.

## Geographie
Die Einöde liegt etwa 15 Kilometer südlich von Nürnberg und sieben Kilometer östlich von Schwabach. Nördlich von Erichmühle fließt die Schwarzach, die mit Ausnahme der Kraftwerksstufen überwiegend naturbelassen mäandert. Von Süden her mündet bei Erichmühle der Lohbach in die Schwarzach; diese nimmt dort die gereinigten Abwässer der Kläranlage am gegenüberliegenden Ufer auf. Der Ort befindet sich inmitten eines ausgedehnten Wasser- und Landschaftsschutzgebietes.
Erichmühle liegt an der Kreisstraße RH 1, die die Staatsstraße 2239 kreuzend nach Kleinschwarzenlohe (0,7 km nordwestlich) bzw. nach Großschwarzenlohe führt (0,4 km südlich).

## Geschichte
Erichmühle wurde wahrscheinlich wie das nur einen Kilometer flussabwärts liegende Königshammer um 1200 gegründet. Sie lag an einer Brücke, die über die Schwarzach führte. 1372 wurde sie als „Jörgenmühl“ erstmals urkundlich erwähnt. Der Ortsname bedeutet zu der Mühle des Georg. Im Laufe der Zeit kam es zur Verschleifung des Ortsnamens: Irgersmühle (1562), Ergersmühle (1716), Erichmühle (ab 1727).
Ab 1372 hatte die Mühle die Siechkobelstiftung St. Peter und Paul der Reichsstadt Nürnberg als Grundherrn, die Fraisch hatte jedoch das Amt Schwabach der Burggrafschaft Nürnberg inne, in deren Nachfolge ab 1427 die Markgrafschaft Ansbach. Unmittelbar nördlich grenzte die Fraisch der Reichsstadt Nürnberg an (siehe Karte). 1448, zeitgleich mit der Weihe der Allerheiligenkirche im unmittelbar benachbarten Kleinschwarzenlohe, wird Erichmühle als Messer- und Schwertschleiferei und Sägewerk genutzt.
1632 wurde der Ort in Folge des Dreißigjährigen Krieges brandgeschatzt. Weitere Brände mit jeweils anschließendem Wiederaufbau sind aus den Jahren 1774 und 1963 bekannt.
Gegen Ende des 18. Jahrhunderts gehörte Erichmühle zur Realgemeinde Großschwarzenlohe. Das Hochgericht übte das brandenburg-ansbachische Richteramt Schwand aus. Die Mahl- und Sägemühle hatte die Siechkobelstiftung St. Peter und Paul der Reichsstadt Nürnberg als Grundherrn. Unter der preußischen Verwaltung (1792–1806) des Fürstentums Ansbach erhielt Erichmühle die Hausnummer 26 des Ortes Großschwarzenlohe. Seit 1791 gehört die Mühle der Familie Braun.
Von 1797 bis 1808 unterstand der Ort dem Justiz- und Kammeramt Schwabach. Im Rahmen des Gemeindeedikts wurde 1808 Erichmühle dem Steuerdistrikt Großschwarzenlohe (I. Sektion) und der 1818 gebildeten Ruralgemeinde Großschwarzenlohe zugeordnet.
Im Zweiten Weltkrieg fielen am 8. März 1943 auf die Erichmühle zwei Brandbomben, von denen eine am Dach abprallte und ins Wasser fiel, die andere das Dach durchschlug und in dem aufgeschütteten Getreide stecken blieb, ohne zu explodieren.
Die hölzerne einspurige Schwarzachbrücke (siehe Bild) wurde 1931 durch einen hochwassersicheren zweispurigen Betonbau ersetzt. 2007 wurde dieser erneuert. Erichmühle wurde immer wieder durch Hochwasserereignisse und Brände stark beschädigt und wiederaufgebaut.
Am 1. Mai 1978 wurde Erichmühle im Zuge der Gebietsreform in Bayern nach Wendelstein eingegliedert.
1980 wurde der Sägewerksbetrieb aufgegeben und die Wasserkraft zur Elektrizitätserzeugung genutzt.
1995 erfolgte der Abriss des Sägewerkes und es wurde durch einen Neubau ersetzt.
Heute beherbergt die Erichmühle einen Holz- und Gartenmarkt.
Im originalen Bauzustand erhalten ist nur noch das ehemalige Gesindehaus der Erichmühle.

### Einwohnerentwicklung
| Jahr      | 001818 | 001840 | 001861 | 001871 | 001885 | 001900 | 001925 | 001950 | 001961 | 001970 | 001987 | 002008 |
| Einwohner | 17     | 12     | 17     | 18     | 15     | 10     | 9      | 16     | 7      | 14     | 7      | 7      |
| Häuser    | 2      | 2      |        |        | 2      | 2      | 2      | 2      | 2      |        | 2      |        |
| Quelle    | [ 15 ] | [ 16 ] | [ 17 ] | [ 18 ] | [ 19 ] | [ 20 ] | [ 21 ] | [ 22 ] | [ 23 ] | [ 24 ] | [ 25 ] |        |

## Religion
Der Ort ist seit der Reformation evangelisch-lutherisch geprägt und bis heute nach St. Peter und Paul (Leerstetten) gepfarrt. Die Katholiken sind nach Maria Königin (Kornburg) gepfarrt.

## Öffentlicher Nahverkehr
Seit November 2014 hat Erichmühle eine eigene Bedarfshaltestelle, die von fünf Linien bedient wird. Es bestehen regelmäßige Verbindungen nach Nürnberg, Schwabach, Feucht, Schwand und Roth. Ab Samstagnachmittag sowie an Sonn- und Feiertagen wird nur Nürnberg angefahren.